# Paul London
Paul Michael London (Austin, 16 aprile 1980) è un wrestler statunitense, noto per i suoi trascorsi nella World Wrestling Entertainment tra il 2003 e il 2008.
In WWE ha vinto una volta il Cruiserweight Championship, una volta il World Tag Team Championship (con Brian Kendrick) e due volte il WWE Tag Team Championship (una volta con Billy Kidman e una volta con Brian Kendrick).

## Carriera

### Gli esordi (2000–2002)
Paul London entrò ad Austin nella scuola di wrestling aperta da Shawn Michaels, dove fu allenato da Dory Funk Jr. e Ivan Putski.

### Ring of Honor (2002–2003)
Paul London ha combattuto in numerose promotions, incluse NWA Southwest ed Extreme Texas Wrestling, prima di fare il suo debutto nella Ring of Honor (ROH) il 30 marzo 2002, in un match contro Chris Marvel. Cominciò un lungo feud contro Michael Shane durante un tag team match per un contratto nella ROH, il 27 luglio 2002. Durante l'incontro, sia Shane sia London schienarono contemporaneamente i loro avversari. L'arbitro vide solo lo schienamento di Shane, dando quindi la vittoria al suo team. Questo portò ad uno scontro tra London e Shane. I due continuarono a feudare per i seguenti mesi in match come Street Fights (dove il pubblico cantava "please don't die" a causa dei rischi presi da London nelle tecniche aeree), Triple Threat match e Gauntlet match.
Il 7 dicembre 2002, London vinse un torneo per conquistare il ROH Number One Contender's Trophy, che gli garantì un match per il ROH Championship. Perse poi il match titolato tre settimane dopo contro il campione Xavier. L'8 febbraio 2003, London disputò un Triple Threat match per il Number One Contender's Trophy, schienando A.J. Styles per la vittoria. Dopo il match, Xavier informò London che avrebbe disputato il match titolato immediatamente. London perse di nuovo contro il campione. L'ultimo incontro di London nella ROH è stato valevole per il titolo detenuto dal campione Samoa Joe il 19 luglio 2003, durante Death Before Dishonor, nel quale perse nuovamente. A fine match tenne un discorso di addio a centro ring, insieme al resto dei wrestler che avevano partecipato allo show.

### World Wrestling Entertainment (2003–2008)
A metà 2003 London firmò un contratto di sviluppo con la WWE. Venne mandato quindi in Ohio Valley Wrestling il 30 agosto 2003. London debuttò in WWE il 9 ottobre, quando in un'edizione di SmackDown! venne sconfitto da Brock Lesnar. London mostrò subito grandi capacità e si dimostrò uno dei pesi leggeri migliori dello "show in blu". Formò quindi un tag team con Brian Kendrick, allora chiamato Spanky. I due lottarono principalmente a Velocity, programma minore dove lottano gli atleti di SmackDown! meno popolari.
Spanky lasciò pochi mesi dopo la federazione e, dopo un iniziale breve momento da lottatore singolo, London trovò un nuovo tag team partner, ovvero Billy Kidman, con il quale riuscì a vincere il WWE Tag Team Championship contro i Dudley Boyz (Bubba Ray Dudley e D-Von Dudley) l'8 luglio 2004. Dopo un mese e mezzo in cui i due dominavano la categoria tag team, iniziò una crisi nel tag, quando Kidman sbagliò la sua finisher, la Shooting Star Press, su Chavo Guerrero jr. provocandogli un infortunio abbastanza grave. Kidman non usò più la sua mossa finale portando Kidman ad effettuare un Turn Heel, e ciò portò alla sconfitta dei due da parte di Kenzo Suzuki e René Duprée che gli tolsero i titoli di coppia. Kidman e London si affrontarono quindi a No Mercy. Qui Kidman vinse tornando ad usare la sua SSP. I due si rincontrarono successivamente in vari match per il WWE Cruiserweight Championship.
Nel 2005 London iniziò una faida con Chavo Guerrero. London vinse quindi una battle royal il 31 marzo 2005 dove vinse il titolo cruiserweight detenuto proprio da Chavo Guerrero. I due si riaffrontarono a Judgment Day in un match singolo dove London vinse un'altra volta. Il 14 luglio London con Scotty 2 Hotty e Funaki affrontò i Mexicools, una stable di wrestler messicani. La vittoria andò ai Mexicools, dopo che Juventud Guerrera schienò London con la 450 Splash, finisher di London. Da questa sconfitta inizierà un periodo di crisi per London che culminerà con la perdita del Cruiserweight Championship il 6 agosto contro Nunzio durante un'edizione di Velocity a causa dell'intervento scorretto di Vito ai danni dello stesso London.
Mesi dopo venne riassunto Brian Kendrick e London riformò il tag team protagonista di tanti match di Velocity nel 2003. London cambiò radicalmente il suo attire, indossando maschere come quelle usate nei teatri e gilè e pantaloni viola. La nuova immagine del tag team impressionò il pubblico e portò London e Kendrick a sfide sempre più importanti. Il 7 aprile i due riuscirono a sconfiggere i campioni di coppia MNM, anche se in un semplice no-title match.
London e Kendrick comunque ottengono un match titolato contro gli MNM per il pay per view Judgment Day, dove poi riescono a vincere diventando nuovi campioni.
Come campioni di coppia London e Kendrick difenderanno con successo le loro cinture contro altre coppie del roster di SmackDown! come i Mexicools, i Pitbulls e KC James e Idol Stevens. Durante la faida contro questi ultimi, London e Kendrick iniziano ad essere accompagnati nel ring da Ashley, per contrastare gli interventi della manager di James e Stevens, ossia Michelle McCool.
Nella puntata di SmackDown! girata a Milano ed andata in onda il 17 aprile 2007, London e Kendrick hanno perso il titolo in favore di Deuce e Domino.
Per effetto della draft lottery svoltasi nel giugno del 2007 Kendrick e London sono stati trasferiti nel roster di Raw.
Il 5 settembre, nel corso di un house show svoltosi a Città del Capo, London e Kendrick hanno conquistato per la prima volta il World Tag Team Championship sconfiggendo Lance Cade e Trevor Murdoch. Il regno da campioni è durato solo tre giorni: l'8 settembre Cade e Murdoch hanno riconquistato le cinture in un house show a Johannesburg, Sudafrica.
Il 16 settembre ad Unforgiven London e Kendrick hanno lottato contro Cade e Murdoch in un match valido per i titoli di coppia, senza tuttavia portare a casa la vittoria. Il team ha effettuato uno split quando Kendrick è stato trasferito a SmackDown in seguito al Draft lottery del 2008.
London è stato licenziato il 7 novembre 2008.

### Circuito indipendente (2008–2020)
Dopo l'esperienza in WWE London ha fatto diverse presenze nelle compagnie indipendenti minori e alcune importanti come la Pro Wrestling Guerrilla tra il 2009 e 2010, in Giappone per Pro Wrestling NOAH nel 2012 in coppia con Zack Sabre Jr. e in Westside Xtreme Wrestling nel 2016 e 2017.

### Lucha Underground (2016–2019)
Il 23 novembre 2016, London ha debuttato a Lucha Underground, apparendo nella terza stagione del programma. È il leader del team Trios noto come "The Rabbit Tribe", insieme a Mala Suerte e Saltador. La loro gimmick è una presa di droga psichedelica nel romanzo del 1865 Alice's Adventures in Wonderland di Lewis Carroll. [Citazione necessaria] Durante la terza stagione, la Rabbit Tribe considerò Mascarita Sagrada come il suo Dio "Il coniglio bianco". Nell'episodio 20 della stagione 3, la tribù Rabbit ha sconfitto Worldwide Underground per vincere tre medaglioni aztechi.

### Major League Wrestling (2024-)
London debutta in un match a MLW Summer Of The Beasts 2024 battendo Brett Ryan Gosselin. A gennaio del 2025 nello show Reloaded lotta in coppia con l'attore Paul Walter Hauser

## Personaggio

### Mosse finali
- 450º splash
- Shooting star press
- Legsweep DDT – 2002-2003
- Chikenwing facebuster – 2004-2005

### Manager
- Ashley Massaro

### Soprannomi
- "Dolphin Master"
- "Excellence of Innovation"
- "Intrepid Traveler"

### Musiche d'ingresso
- South Texas Deathride degli Union Underground
- Pompeii degli E.S. Posthumus
- Battle Without Honor or Humanity di Tomoyasu Hotei
- Rocker di Jim Johnston

## Titoli e riconoscimenti
- All Action Wrestling Perth
  - AAW Championship (1)[3]
- Anarchy Championship Wrestling
  - ACW Tag Team Championship (2) – con Darin Childs (1) e Jack Jameson (1)
- Extreme Texas Wrestling
  - ETW Television Championship (1)[4]
- Family Wrestling Entertainment
  - FWE Tri-Borough Championship (1)[5]
- Funking Conservatory
  - FC United States Championship (1)[4]
  - FC Television Championship (1)[4]
  - FC Hardcore Championship (1)[4]
  - FC Tag Team Championship (1)[4] – con Adam Windsor
- Insane Championship Wrestling
  - ICW Tag Team Championship (1)[6] – con Brian Kendrick
- Insane Wrestling League
  - IWL World Heavyweight Championship (2)[7]
- North East Wrestling
  - NEW Championship (1)[8]
- NWA Wrestling Revolution
  - NWA Grand Warrior Championship (1)[9]
- NWA Southwest
  - NWA Texas Television Championship (1)[4]
- Professional Championship Wrestling
  - PCW Television Championship (1)[10]
- Pro Wrestling Allstars
  - PWA European Allstar Championship (1)
- Pro Wrestling Bushido
  - PWB Television Championship (1)[11]
- Pro Wrestling Guerrilla
  - PWG World Tag Team Championship (1)[12] – con El Generico
- Pro Wrestling Illustrated
  - Tag Team of the Year (2007)[13] – con Brian Kendrick
  - 36° tra i 500 migliori wrestler singoli nella PWI 500 (2005)[14]
- Pro Wrestling Xperience
  - PWX Heavyweight Championship (1)[15]
- Target Wrestling
  - High Octane Division Championship (1)[16][17]
- Vanguard Championship Wrestling
  - VCW United States Liberty Championship (1)[18]
- World Wrestling Entertainment
  - WWE Cruiserweight Championship (1)[19]
  - World Tag Team Championship (1)[20] – con Brian Kendrick
  - WWE Tag Team Championship (2)[21][22] – con Billy Kidman (1) and Brian Kendrick (1)
- Wrestling Observer Newsletter
  - Most Underrated Wrestler of the Year (2004)
- Xtreme Italian Wrestling
  - XIW Italian Championship (1)